# Evanston, Illinois
För andra betydelser, se Evanston.
Evanston är en stad i Cook County i nordöstra Illinois i USA. Staden ligger vid Michigansjön och är en förort till Chicago. Den hade 74 239 invånare 2000. I staden finns Northwestern University.